# سرگذشت دومرول دیوانه‌سر
 سرگذشت دومرول دیوانه‌سر اثری از صمد بهرنگی به زبان فارسی است که در سال ۱۳۴۸ به چاپ رسید.
این داستان ترجمهٔ داستان «داستان دمرل دیوانه، پسر دوخا قوجا» از کتاب دده قورقود است که قدیمی‌ترین اثر مکتوب به زبان ترکی اوغوزی به‌شمار می‌رود.

## روایت
داستان دربارهٔ پهلوانی از ایل اوغوز به نام دومرول دیوانه‌سر است که عزرائیل را به مبارزه می‌طلبد. در نهایت دومرول به چنگ عزرائیل می‌افتد و نزد خدا دست به دعا برمی‌دارد. خدا از سخنان او خوشش می‌آید و به عزرائیل فرمان می‌دهد به جای جان او جان یکی از عزیزانش را بگیرد و او را رها کند. عزرائیل امر خدا را به دومرول می‌گوید و دومرول، عزرائیل را ابتدا نزد پدر وسپس نزد مادرش می‌برد تا با دادن جان خود فرزندشان را از مخمصه نجات دهنـد، آن‌ها از دادن مال ومنال دریغ نمی‌ورزند، اما حاضر به تسلیم جان خود نمی‌شوند، دومرول چاره‌ای جز تسلیم جان خود ندارد، لذا از عزرائیل اجازه می‌‌خواهد تا با همسر و فرزندانش وداع کند. همسرش چون حکایت را می‌شنود، خود آمادهٔ تسلیم جانش می‌شود، اما دومرول نپذیرفت و در نهایت تصمیم گرفتند هر دو با هم تسلیم امر خداوند شوند. اما این تصمیم آن‌ها و نیروی لایزال عشق و محبت، ارادهٔ حق را تغییر داد و پروردگار به عزرائیل دستور داد هر دو را ببخشد.